# Samostan Bačkovo
Bačkovski samostan Uspenja Bogorodice (bolgarsko Бачковски манастир "Успение Богородично", Bačkovski manastir "Uspenie Bogorodično", gruzinsko პეტრიწონის მონასტერი, Petritsonis Monasteri), arhaično samostan Petritsoni ali samostan Matere Božje Petrisonske, ja glavni pravoslavni samostan v južni Bolgariji. Nahaja se na desnem bregu reke Čepelare, 189 km od Sofije in 10 km južno od Asenovgrada. Samostan je neposredno podrejena sveti sinodi Bolgarske pravoslavne cerkve. Znan in cenjen je po edinstveni kombinaciji bizantinske, gruzinske in bolgarske kulture, ki jih združuje skupna vera.

## Zgodovina
Samostan je kot gruzinski pravoslavni samostan leta 1083 ustanovil Grigorij Bakuriani, ugleden državnik in vojaški poveljnik v bizantinski službi. V samostanu je ustanovil semenišče (šolo) za mladino. Učni načrt šole je vključeval religijo, pa tudi matematiko, zgodovino in glasbo. V 13. stoletju so gruzinski in kalcedonski armenski menihi izgubili prevlado nad samostanom Petricioni (Bačkovo), vendar se je njihova tradicija ohranila do začetka 14. stoletja. Armenski evangelij, ki je v samostan prišel v 10. stoletju, obstaja še danes. V Drugem bolgarskem cesarstvu je bil pokrovitelj samostana car Ivan Aleksander, kar dokazuje njegova podoba na obokih narteksa kostnice. Domneva se, da so patriarha Evtimija Trnovskega, ustanovitelja Trnovske literarne  šole in zadnjega patriarha srednjeveške bolgarske pravoslavne cerkve, Turki izgnali v samostan Bačkovo, kjer je v začetku 15. stoletja deloval v samostanski šoli.
Samostan je preživel prve valove turške invazije v Bolgarijo, vendar je bil izropan in porušen. Obnovljen je bil proti koncu 15. stoletja. Samostanske obednica s stenskimi poslikavami neznanega avtorja z veliko umetniško vrednostjo je bila obnovljena leta 1601. Marijina cerkev, ki še stoji, je bila dokončana leta 1604. 
V samostanu Bačkovo je zadnje počivališče patriarha Evtimija (1330–1404) in patriarha Cirila (1953–1971). 

## Samostanski kompleks

### Kostnica
Edini ohranjeni del prvotne samostanske zgradbe je kostnica s posebno arhitekturno zasnovo in starodavnimi freskami, ki stoji 300 m od sodobnega samostanskega kompleksa. Od severa je navidezno nedostopna. Stavba je dvonadstropna, vendar je z juga vidno samo eno nadstropje. Z arhitekturnega vidika je načrt kostnice neskladen z lokalnim izročilom. Dvonadstropna zasnova spominja na sirsko-palestinske mrliške vežice. Vsako nadstropje ima narteks, eno ladjo in apsido. Pritličje je namenjeno pokopom in ima 14 grobnih niš. Zdi se, da je bila prvotna kostnica zasnovana za pokop štirinajstih določenih trupel pod tla pritličja. Takšnega sloga kostnice ni nikjer drugje na svetu. Apsida v zgornjem nadstropju in cerkev Svete Trojice kot taka sta na notranji strani polkrožni, na zunanji strani pa peterokotni, s tremi odprtinami, ki prepuščajo dnevno svetlobo v prostor z oltarjem.
Stavba je obokana. Kostnica je zanimiva tudi zaradi načina njene gradnje, ki predstavlja mešanico gruzinske in bizantinske gradbene tradicije. Fasada je privlačno raznolika z osmimi slepimi nišami in zaporedjem slojev opeke in kamna, povezanih z malto. Predprostor je od cerkve ločen z debelimi zidovi in trdnimi lesenimi vrati, poslikanimi z gruzinskim križem, kar kaže na močan vpliv Gruzincev na gradnjo in vodenje tega samostana v 11. in 12. stoletju. Nad lokom vrat je freska Madone z otrokom.

### Stolnica
Stolna cerkev Device Marije iz leta 1604 je kraj, kjer hranijo dragoceno ikono Device Marije Elevške iz leta 1310, prinešeno iz Gruzije. Po legendi čudodelna ikona je privabljala številne romarje. Cerkev je bila zgrajena na mestu starejše samostanske cerkve, ki so jo uničili Turki. Stavba je do danes ohranila prvotno obliko tri triladijske križno kupolaste bazilike s tremi peterokotnimi apsidami. Na pozlačenem križu, ki se dviga s kupole, je napis v gruzinščini "Vedno zmagaj!". Freske v prostornem narteksu so bile naslikane leta 1643 in prikazujejo portrete Georgija in njegovega sina Konstantina v naravni velikosti. Oba sta bila visoka uglednika v Konstantinoplu  in donatorja cerkve. Freske v ladji je veliko kasneje, leta 1850, naslikal mojstrer Joan Mosch iz Moskve.  Osrednji ikoni v ikonostasu, Svete Device in Jezusa Kristusa, sta natančno datirani v leto 1793. Leseni deli - ikonostas, škofovski prestol in drugo, so iz 18. stoletja.

### Cerkev nadangelov
Druga srednjeveška samostanska cerkev je Cerkev nadangelov, zgrajena verjetno v 12. stoletju. Ima odpt obokan narteks, ki ga je leta 1846 poslikal umetnik Joan Mosch.

### Žižola
Košato drevo žižole so pred več kot 200 leti prinesli iz Gruzije. Iz njenih plodov se v samostanu proizvaja slavno žganje džindžifilova rakija.

### Umerniška dela
V muzeju samostana je bogata zbirka cerkvenih plošč, ikon in knjig, meč Friderika  Barbarosse, sultanov fermana iz leta 1452 in z miniaturami izrezljan lesen križ. Freska Sodni dan, ki jo je leta 1850 naslikal Zaharija Zograf, je v cerkvi sv. Nikolaja in velja za eno najzanimivejših umetniških del bolgarskega narodnega preporoda.

#### Stenska slika"Panorama"
Stenska slika “Panorama” je naslikana na zunanji steni samostanske obednice in prikazuje zgodovino Bačkovskega smostana. Na sliki so iz ptičje perspektive naslikani samostan in vse zgradbe v njegovi okolici.
Slika kljub temu, da so nanjo vplivali različni atmosfrerski pogoji, kot so dež, sneg, megla, mraz in veter, največja stenska slika na Balkanu, ki je obdržala svežino svojih barv. V tej regiji je v 19. stoletju ustvarjal Aleksij Atanasov, Bolgar iz Neguša. Datum njenega nastanka je mogoče razbrati iz napisa na zunanji steni zahodnega samostanskega krila, ki je bilo leta 1902 požgano. Napis se glasi:
Podoba je bila naslikana med službovanjem opata Cirila, 22. julija 1846.  Podobo sem s svojo roko naslikal Aleksij Atanasov iz Neguša.
Slikar je za zgled uporabil bakrotisk, narejen na Dunaju s finančno pomočjo samokovskega trgovca Petra Rane leta 1807. Aleksij Atanasov je dodal svoje dragocene podrobnosti in slikovne elemente. Freska "Panorama" nam daje bogate informacije o arhitekturnem sklopu samostana v 19. stoletju. V tem času sta bili poslikani tudi severni pročelji cerkve sv. nadangela Mihaela in Gabrijela in cerkve Svete Device. Naslikane so tudi samostanske zgradbe z velikimi oporami ob reki. Osrednje mesto na sliki je bilo namenjeno  ustanoviteljem samostana, upodobljenim v samostanskih oblačilih. Med njimi je tudi cesar Aleksej I. Komnen. Ob njih sta darovalca Georgij in Gabriel iz 14. stoletja. Prikazana je tudi okolica samostana: samostan v Asenovgradu, Asenova trdnjava in bližnja kapelica. Slikar je skozi skupino ljudi, ki spremlja procesijo čudežne ikone, z etnografskega vidika dobro prikazal oblačila plemiške aristokracije in praznična oblačila žena v Rodopih. V sliko so vključene tudi podrobnosti, kot sta vodnjak na severnem dvorišču in zvonik Cerkve nadangelov. Ob strani "Panorame" so upodobljeni prizori pasijonov svetega Jurija in svetega Dimitrija.
Stenska poslikava "Panorama" je izjemno zanimiva zaradi svoje velike velikosti, umetniškega vtisa in  strokovnosti. Barve so bile narejene po receptu slikarja samega, verjetno iz trav, pomešanih z jajčno emulzijo. Uporabljena je slikarska tehnika "fresco buono", pri kateri se barva nanese na gladek vlažen omet. Ko voda izhlapi, se na površini pojavijo slike. Tehniko je slikar očitno dobro obvladoval, saj so barve še vedno sveže.